# اما لوکارت
اما لوکارت (انگلیسی: Emma Lockhart؛ زادهٔ ۱۵ دسامبر ۱۹۹۴) یک هنرپیشه اهل ایالات متحده آمریکا است. وی از سال ۲۰۰۳ میلادی تاکنون مشغول فعالیت بوده‌است.

## گزیده فیلمشناسی
از فیلم‌ها یا برنامه‌های تلویزیونی که وی در آن نقش داشته‌است می‌توان به آثار زیر اشاره کرد.
- بتمن آغاز می‌کند (۲۰۰۵)
- بوم نقاشی (فیلم ۲۰۰۶) (۲۰۰۶)
- دنیای مالکوم (۲۰۰۴)